# Haulchin (Estinnes)
Haulchin – dzielnica (section) gminy Estinnes w Belgii, w Regionie Walońskim, w prowincji Hainaut, w okręgu La Louvière. 1 stycznia 2020 roku liczyła 1275 mieszkańców. Do 31 grudnia 1976 samodzielna gmina.

## Demografia
Liczba mieszkańców, stan na 1 stycznia:
| Rok                | 1930 | 1947 | 1961 | 2020 |
| ------------------ | ---- | ---- | ---- | ---- |
| Liczba mieszkańców | 1260 | 1202 | 1152 | 1275 |